# Zabrđe (Priboj)
Pour les articles homonymes, voir Zabrđe.
Zabrđe (en serbe cyrillique : Забрђе) est un village de Serbie situé dans la municipalité de Priboj, district de Zlatibor. Au recensement de 2011, il comptait 229 habitants.

## Démographie

### Évolution historique de la population
| 1948 | 1953 | 1961 | 1971 | 1981 | 1991 | 2002 | 2011 |
| ---- | ---- | ---- | ---- | ---- | ---- | ---- | ---- |
| 717  | 837  | 852  | 891  | 647  | 430  | 350  | 229  |

|  |